# Molí de l'Antic
El Molí de l'Antic és una obra de Berga protegida com a Bé Cultural d'Interès Local.

## Descripció
Antic casal moliner de planta baixa més tres pisos. És l'únic molí de la riera de Metge que conserva tota la instal·lació molinera en bones condicions de funcionament, encara que l'anterior roda de calaixos ha estat substituïda per una petita turbina.

## Història
Esmentat al cadastre de 1716-1718 quan s'hi estava el moliner Joan Gironella i el paraire Francesc Gironella. Poden documentar-se al llarg del segle xix i fins a l'actualitat tots els estadants i moliners. El 1961 s'instal·là al costat dol molí, i en un local a part una petita indústria tèxtil que tancà el 1977.